# Wilhelm Hillebrand
Wilhelm Hillebrand (känd i USA som William Hillebrand), född 13 november 1821 i Nieheim, Tyskland, död 13 juli 1886 i Heidelberg, var en tysk läkare och botaniker. Han var far till kemisten William Hillebrand.
Auktorsnamnet Hillebr. kan användas för Wilhelm Hillebrand i samband med ett vetenskapligt namn inom botaniken; se Wikipediaartiklar som länkar till auktorsnamnet.